# Spoorlijn 112 (België)
Spoorlijn 112 is een Belgische spoorlijn die Marchienne-au-Pont met La Louvière verbindt. De spoorlijn is 20,9 km lang, volledig dubbelsporig en geëlektrificeerd.

## Geschiedenis
Het baanvak Y Mariemont - Y Saint-Vaast bestond al sinds 1857-1860 als onderdeel van de lijn 108. Het gedeelte Morlanwelz - Y Mariemont werd geopend op 17 oktober 1864 voor goederenverkeer, gevolgd door Marchienne-au-Pont - Morlanwelz op 7 januari 1865. Op 1 juni 1865 werd de hele lijn geopend voor reizigersverkeer.

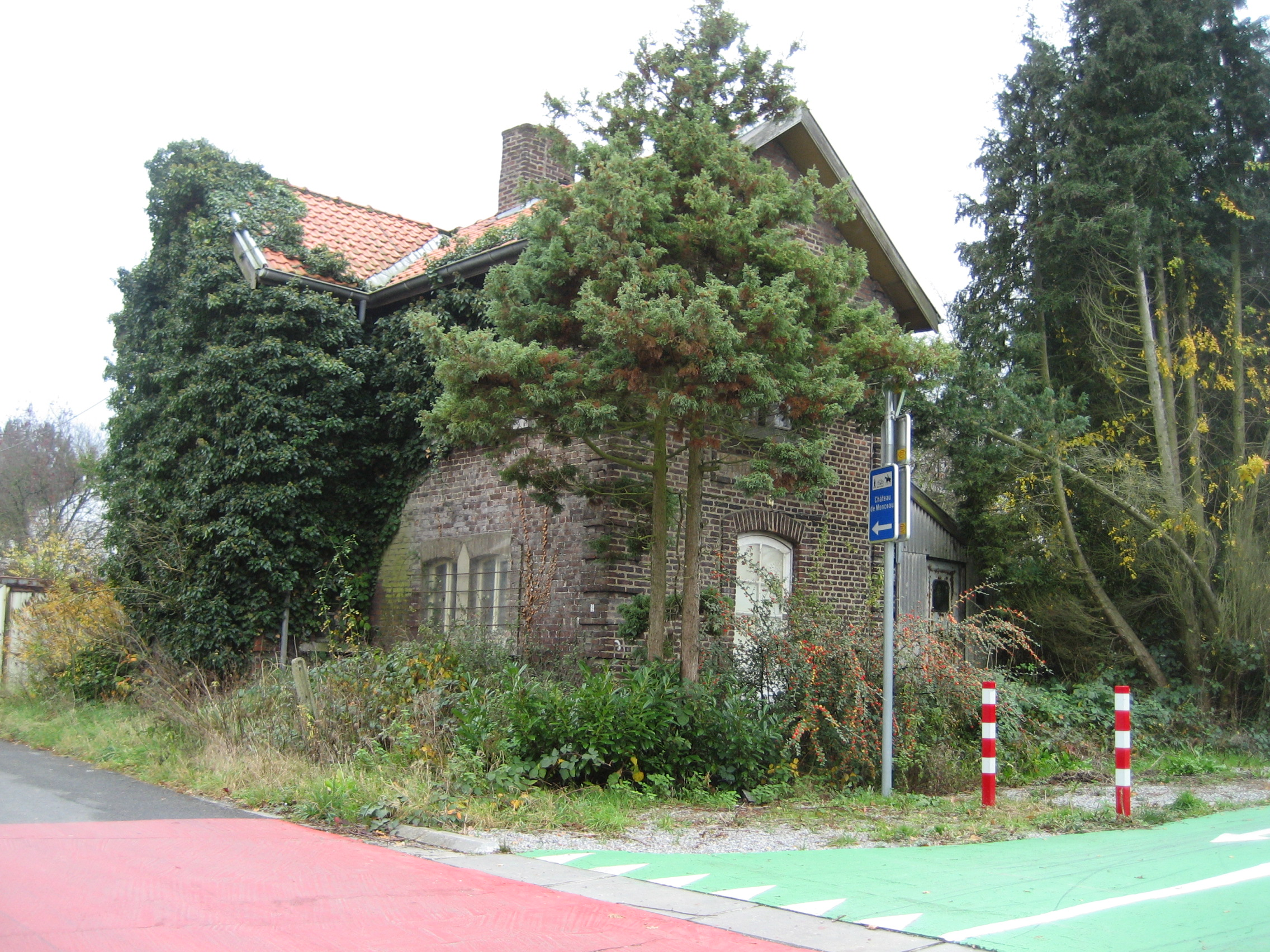
Post 'Landelies' langs het oude gedeelte van lijn 112 in Goutroux. Opmerkelijk omdat Landelies langs lijn 130A ligt.

 Op het einde van de jaren 1970 werd tussen Marchienne-au-Pont en Piéton een nieuwe spoorlijn aangelegd ter vervanging van het bochtige tracé via Goutroux en Fontaine-l'Evêque. Het nieuwe tracé, met een nieuwe stopplaats te Forchies, werd in gebruik genomen op 21 december 1983. Het oude tracé tussen Fontaine-l'Evêque en Y Forchies bleef behouden; tussen Marchienne-au-Pont en Fontaine-l'Evêque werd de oude lijn opgebroken.

## Treindiensten
De NMBS verzorgt het personenvervoer met IC, L-, Piekuur-, ICT- en S- treinen.
| Serie       | Treinsoort               | Route | Bijzonderheden                                                         |
| ----------- | ------------------------ | --- | ---------------------------------------------------------------------- |
| IC 11       | Intercity (NMBS)         | Binche – La Louvière-Centrum – Brussel-Zuid – Schaarbeek [ – Mechelen – Turnhout ]                                                           | Rijdt in het weekend tussen Binche en Schaarbeek.                      |
| IC 22       | Intercity (NMBS)         | Brussel-Zuid – Mechelen – Antwerpen-Centraal                                                                                                 |                                                                        |
| L 4450      | L-trein (NMBS)           | La Louvière-Zuid – Bergen | Rijdt in het weekend 1×/2 uur en stopt dan niet in Obourg.             |
| P 7740/8740 | Piekuurtrein (NMBS)      | Binche – La Louvière-Centrum – Brussel-Zuid – Schaarbeek                                                                                     | Rijdt alleen op werkdagen.                                             |
| P 7770/8770 | Piekuurtrein (NMBS)      | [ Manage – [ Luttre ] / [ Bergen – Quévy ] / [ 's-Gravenbrakel ] ] / [ La Louvière-Zuid – [ Bergen ] / [ Luttre ] / [ Charleroi-Centraal ] ] | Rijdt alleen op werkdagen.                                             |
| ICT 6700    | Toeristentrein (NMBS)    | Charleroi-Centraal – Bergen – Doornik – Moeskroen – Brugge – Blankenberge                                                                    | Rijdt in juli en augustus.                                             |
| S 62        | S-trein Charleroi (NMBS) | Luttre – Manage – La Louvière-Centrum – Charleroi-Centraal                                                                                   | Rijdt in het weekend tussen La Louvière-Centrum en Charleroi-Centraal. |

## Aansluitingen
In de volgende plaatsen is of was er een aansluiting op de volgende spoorlijnen:
Marchienne-au-Pont
Spoorlijn 124 tussen Brussel-Zuid en Charleroi-Centraal
Spoorlijn 124A tussen Luttre en Charleroi-Centraal
Spoorlijn 268 tussen Monceau en Monceau-Usines
Y Martinet
Spoorlijn 267 tussen Y Martinet en Fosse 3
Fontaine-l'Évêque
Spoorlijn 252A tussen Fontaine-l'Évêque en Fosse 1
Y Forchies
Spoorlijn 252 tussen Y Forchies en Fontaine-l'Évêque
Y Forchies-Fontaine
Spoorlijn 112A tussen Roux en Piéton
Piéton
Spoorlijn 110 tussen Piéton en Bienne-lez-Happart
Spoorlijn 113 tussen Manage en Piéton
Y Bois-des-Vallées
Spoorlijn 248 tussen Y Bois-des-Vallées en Fosse 17
Spoorlijn 251 tussen Y Bois-des-Vallées en Leval
Mariemont
Spoorlijn 183 tussen La Louvière-Centrum en Bascoup
Y Mariemont
Spoorlijn 108 tussen Y Mariemont en Erquelinnes
Haine-Saint-Pierre
Spoorlijn 240 tussen Haine-Saint-Pierre en Haine-Saint-Pierre Verreries
Y Saint-Vaast
Spoorlijn 107 tussen Écaussinnes en Y Saint-Vaast
Spoorlijn 118 tussen Y Saint-Vaast en Bergen
La Louvière-Centrum
Spoorlijn 116 tussen Manage en La Louvière-Centrum
Spoorlijn 183 tussen La Louvière-Centrum en Bascoup

## Verbindingsspoor
112/1: Y Martinet (lijn 112) - Monceau (lijn 124A)

## Lijn 252 en lijn 252A
Het resterende gedeelte van het oude tracé van lijn 112 tussen Y Forchies en Fontaine-l'Évêque was tot de opbraak industrielijn 252. De lijn tussen Fontaine-l'Évêque en Fosse 1 was lijn 252A.